# (32741) 1978 VX8
1978 VX8 (asteroide 32741) é um asteroide da cintura principal. Possui uma excentricidade de 0.17400790 e uma inclinação de 1.42722º.
Este asteroide foi descoberto no dia 7 de novembro de 1978 por Eleanor F. Helin e Schelte J. Bus em Palomar.